# Dolge Njive (gmina Lenart)
Dolge Njive – wieś w Słowenii, w gminie Lenart. W 2018 roku liczyła 126 mieszkańców.